# Chiesa di Santa Maria della Stella (Milano)
La chiesa di Santa Maria della Stella detta anche chiesa di Santa Maria della Natività era una piccola chiesa di Milano che si trovava nel Borgo della Stella, oggi via Filippo Corridoni.

## Storia
Il convento fu fondato nel 1494 a Rosate dai fratelli de Montenati, appartenenti ad una famiglia di ricchi mercanti e dai fratelli Gerolamo e Benedetto Candiani. Nel 1502 le monache agostiniane osservanti si trasferirono a Milano presso la chiesa di Santa Maria della Natività che da allora iniziò ad essere ribattezzata Santa Maria della Stella. L'edificio era stato eretto il 16 agosto 1354 da Bergamo de Ferrari con il giuspatronato riservato a quella stessa famiglia. Dipese dall'Ordine dei Servi di Maria sino alla sua soppressione nel 1570, dopodiché passò sotto la giurisdizione arcivescovile e la direzione spirituale fu delegata al clero secolare. Nel 1778 il convento fu soppresso a causa della grave povertà in cui versava e le monache furono trasferite nel convento agostiniano di San Filippo Neri. La chiesa e il convento insieme ai beni di loro proprietà furono messi all'asta per pagare i debiti.

## Architettura
Il Lattuada la descrive come una chiesa di dimensioni modeste e dall'aspetto sobrio. Nel 1732 subì un restauro che comportò il rifacimento dell'altare maggiore che venne decorato con marmi e foglie di rame dorato su disegno di Marco Bianchi, assumendo in questo modo un aspetto più maestoso del precedente. Sopra l'altare vi era una tavola rappresentante Maria Addolorata opera di Giovanni Cucchi, sulle pareti laterali un ritratto Alessio Falconieri dipinto dal Fabbrica e una Santa Giuliana di Giuseppe Gabella.
La chiesa ebbe l'onore di ospitare l'imperatrice Elisabetta Cristina di Brunswick-Wolfenbüttel che si dilettò del canto di suor Alba Angelica Adriani; il convento era peraltro rinomato per il bel canto delle sue monache.